# Szente
Szente è un comune dell'Ungheria di 368 abitanti (dati 2001). È situato nella contea di Nógrád.